# Synagoge (Loslau)
Koordinaten: 50° 0′ 7″ N, 18° 27′ 47″ O

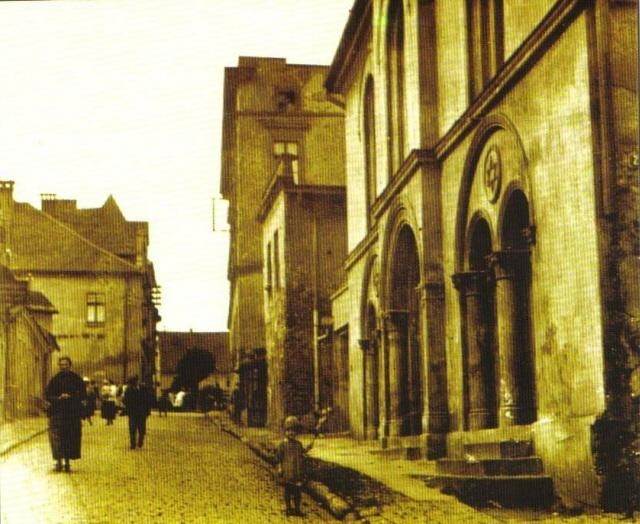
Synagoge in Loslau

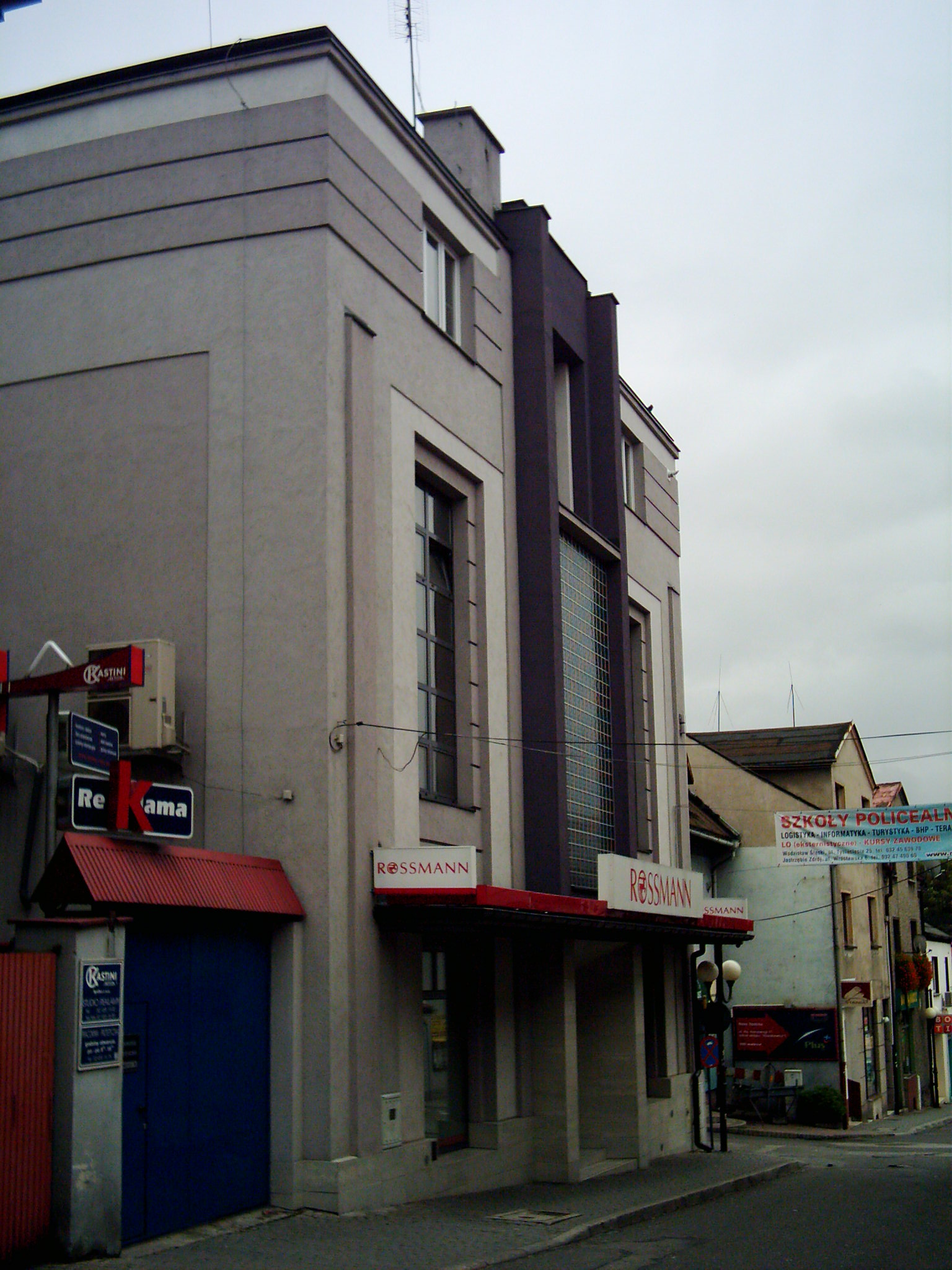
Das Synagogengebäude im Jahr 2007

Die Synagoge in Loslau (polnisch Wodzisław Śląski), einer oberschlesischen Stadt im südlichen Teil Polens, wurde 1826 errichtet.
Die profanierte Synagoge mit repräsentativer Fassade mit drei Torbögen löste ein Fachwerkgebäude aus dem Jahr 1798 ab, das 1822 durch einen Brand zerstört wurde. Die Seiteneingänge waren mit Davidsternen über den Portalen geschmückt. Wahrscheinlich gab es im vorderen Teil einen Vorraum und darüber eine Frauenempore. Die Synagoge in der Nähe des Marktplatzes wurde geschlossen und die Gemeinde löste sich im Jahre 1924 auf.
Das Synagogengebäude wurde seit dem Zweiten Weltkrieg und in der Folgezeit als Kino genutzt. Später befand sich in dem Gebäude eine Filiale einer deutschen Drogeriekette, die 2015 in einen anderen Stadtteil umzog, seither befindet sich dort ein Bekleidungsgeschäft.